# Соса, Иван Рамиро
Иван Рамиро Соса Куэрво (исп. Iván Ramiro Sosa Cuervo; род. 31 октября 1997, муниципалитет Паска, департамент Кундинамарка, Колумбия) — колумбийский профессиональный шоссейный велогонщик, выступающий за команду Мирового тура «Ineos Grenadiers».

## Биография
Иван Рамиро Соса пришёл в профессиональный велоспорт в 2017 году, начав выступать в команде Джанни Савио «Androni Giocattoli-Sidermec».
В сезоне 2018 года одержал 6 побед, выиграв в том числе этап и общий зачёт Вуэльты Бургоса, где в генеральной классификации опередил Мигеля Анхеля Лопеса (Astana Pro Team) и Давида де ла Круса (Team Sky). На Туре де л’Авенир-2018 выиграл этап и занял 6-е место в генеральной классификации.
В конце августа 2018 года было официально объявлено, что Соса подписал двухлетний контракт с командой Мирового тура «Lidl-Trek».
Однако спортивный агент Сосы Джузеппе Аккуардо нашёл для своего подопечного более выгодный вариант.  Аккуардо заявил, что контракт никогда не передавался в руки Сосы, а команда Trek-Segafredo получила назад выплаченный Джанни Савио бонус в 120 000 евро. В ноябре 2018 года Соса подписал контракт с командой «Ineos Grenadiers».
Иван Соса: 

«Я очень счастлив стать гонщиком команды Sky. Я здесь, чтобы продолжать прогрессировать как гонщик. Сначала буду учиться, верю, что отлично впишусь в команду и смогу полностью реализовать свой потенциал в ближайшие годы. То, что в команде выступает мой соотечественник Эган, даёт мне уверенность. Он мой друг, я хорошо его знаю. Для меня большой плюс, что в команде есть несколько гонщиков из Южной Америки. Все очень тепло встретили меня. В команде есть и молодые, и опытные гонщики, они все помогут мне освоиться. Тренировки прошли отлично. Спортивные директора и тренеры тоже замечательно ко мне отнеслись». 

## Достижения

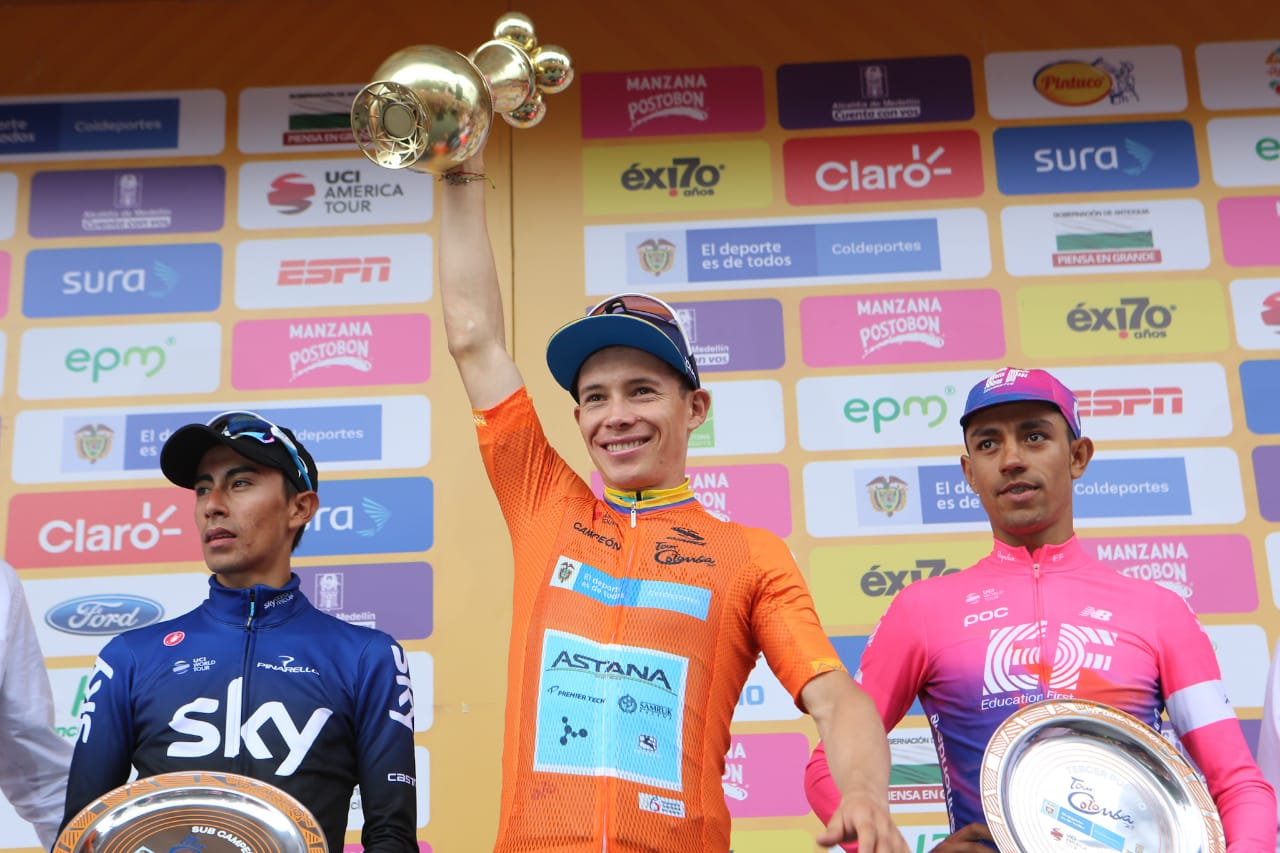
Иван Рамиро Соса (первый слева) на подиуме Тура Колумбии 2019

2016
1-й Schio-Ossario del Pasubio
2-й Trofeo San Leolino
2-й Trofeo Città di Malmantile
2017
3-й Тур Бихора — Генеральная классификация
1-й  — Молодёжная классификация
7-й Вуэльта Тачира — Генеральная классификация
1-й  — Молодёжная классификация
2018
1-й — Этап 4 Вуэльта Тачира
1-й  Тур Бихора — Генеральная классификация
1-й  — Молодёжная классификация
1-й — Этап 2a
1-й  Адриатика - Ионика — Генеральная классификация
1-й  — Молодёжная классификация
1-й — Этап 3
1-й  Тур Сибиу — Генеральная классификация
1-й  — Очковая классификация
1-й  — Горная классификация
1-й  — Молодёжная классификация
1-й — Этап 1
1-й  Вуэльта Бургоса — Генеральная классификация
1-й  — Горная классификация
1-й  — Молодёжная классификация
1-й — Этап 5
1-й — Этап 7 Тур де л’Авенир
6-й Тур Колумбии — Генеральная классификация
10-й Вуэльта Тачира — Генеральная классификация
1-й  — Горная классификация
2019
2-й Тур Колумбии — Генеральная классификация